# Сточкі (Підляське воєводство)
Сточкі (пол. Stoczki) — село в Польщі, у гміні Туроснь-Косьцельна Білостоцького повіту Підляського воєводства.
Населення — 66 осіб (2011).
У 1975-1998 роках село належало до Білостоцького воєводства.

## Демографія
Демографічна структура станом на 31 березня 2011 року:
|          | Загалом | Допрацездатний вік | Працездатний вік | Постпрацездатний вік |
| -------- | ------- | ------------------ | ---------------- | -------------------- |
| Чоловіки | 35      | 8                  | 22               | 5                    |
| Жінки    | 31      | 0                  | 19               | 12                   |
| Разом    | 66      | 8                  | 41               | 17                   |